# Ōtomo no Yakamochi
Ōtomo no Yakamochi (大伴家持, 718 - 5 de outubro de 785) foi um estadista e poeta de waka do Período Nara da História do Japão. Foi membro dos Trinta e seis Imortais da Poesia. Nasceu dentro do prestigioso Clã Ōtomo; seu avô foi Ōtomo no Amaro e seu pai Ōtomo no Tabito. Seu irmão mais novo foi Ōtomo no Kakimochi e Ōtomo no Sakanoe no Iratsume foi sua tia. Seu tio-avô foi Ōtomo no Komaro que veio da China ao Japão durante o reinado da Imperatriz Jitō .

## Vida política
O Clã Ōtomo era formado por guerreiros e burocratas da Corte Yamato. Yakamochi exerceu o cargo de governador provincial (国司, kokushi) em varias províncias. Como seu pai e seu avô, foi um político conhecido e se tornou Chūnagon (中納言).

Em 738 se tornou Udoneri (oficial do Ministério do Centro) e em 740 por ordem do Imperador Shōwa foi a Kyushu suprimir a Rebelião de Fujiwara no Hirotsugu. 
Em 745 se tornou um jōgoika (従五位下). Em julho de 746, tornou-se Kokushi da Província de Etchū, cargo que ostentaria até 751 . Durante este tempo escreveu cerca de 220 wakas. Em 751 foi promovido a shōnagon (小納言) e regressou à capital . Em 754 foi nomeado comandante militar (兵部少輔, heibu shōsuke) e no ano seguinte estava no comando de uma guarnição em Namba. Yakamochi não participou da rebelião de Tachibana no Naramaro. Entretanto participou da conspiração de Fujiwara no Yoshitsugu, com Isonokami Yakatsugu e Saeki no Imaemishi quer pretendia assassinar Fujiwara no Nakamaro. A pesar que Yoshitsugu se colocar de forma exclusiva como arquiteto do complô, as suspeitas de que Yakamochi estaria envolvido obrigaram a transferi-lo como Kokushi da Província de Satsuma . Em 777 foi nomeado Kokushi da Província de Ise, segundo os registros do Santuário de Ise, ele esteve neste posto por cinco anos. Em 780 se tornou Conselheiro (参議, Sangi). 
Temendo ser suspeito de outras conjurações e do exílio da capital por ajudar na rebelião de Hikami no Kawatsugu, permaneceu sossegado e foi promovido a Chūnagon em 783. Morreu afogado na Província de Mutsu quando ocupava o cargo de xogum. Logo após sua morte, Fujiwara no Tanetsugu foi assassinado, trazendo suspeitas de que Yakamochi estava envolvido, por isso foi lhe negado o funeral e foi desonrado postumamente e excomungado. Seu filho foi excluído da corte e exilado, e só em 806 que recuperou seus privilégios  .

## Obras
Yakamochi foi um dos compiladores do Man'yōshū, a primeira antologia poética da história do Japão,ele não só escreveu poemas como transcreveu, reescreveu e remodelou um grande número de poemas antigos. Foi o escritor mais prolífico e proeminente de seu tempo, e teve uma grande influência na obra de Shika Wakashū .